# Саранскэкспорт
«Саранскэкспорт» — российский футбольный клуб из Саранска, Мордовия. В 1993 году принимал участие во второй лиге первенства России.

## История
Команда была основана в 1993 году при слиянии трёх сильнейших коллективов Саранска республиканского уровня:
- «Университет» МГУ — многократный чемпион и обладатель кубка Мордовии, участник чемпионатов РСФСР среди КФК, в 1992 году участвовал во второй лиге первенства России;
- «Резинотехника» — образован в 1965 году, чемпион Мордовии 1989 года, участник чемпионата РСФСР среди КФК;
- «Промэкспорт» МГПИ — чемпион Мордовии 1992 года[1].

Главным тренером стал Игорь Шинкаренкоen, тренировавший команду МГУ.
Команда представляла коммерческо-торговую структуру «Промэкспорт».
В рамках подготовки к сезону 1993 года были проведены два тренировочных сбора: в Ташкенте и Кисловодске, и на обоих сыгран ряд контрольных матчей.
Первой официальной игрой стал домашний матч 1/128 финала Кубка России против рязанского «Торпедо», прошедший 18 апреля на стадионе «Спартак» в Ковылкино. Благодаря двум голам Бородулина в каждом из таймов (второй из них — с пенальти) «Саранскэкспорт» выиграл со счётом 2:0, в 1/64 финала 8 мая на стадионе «Труд» в Саранске «Саранскэкспорт» уступил со счётом 0:1 «Текстильщику» из Ишеевки.
Первый матч первенства второй лиги был сыгран 23 апреля в Тамбове, где «Сарансэкспорт» уступил со счётом 2:3 местному «Спартаку». По итогам сезона во второй лиге команда заняла в своей зоне 4-е место из 18 участников.
Первые два домашних матча первенства команда провела в Ковылкино, а затем принимала соперников в Саранске.
Перед началом сезона 1994 года команда снялась с розыгрыша из-за отсутствия финансирования.